# Chambers Street-World Trade Center / Park Place (metrostation)
Chambers Street-World Trade Center / Park Place is een stationscomplex van de metro in New York aan de Broadway-Seventh Avenue Line en de Eighth Avenue Line in Manhattan.

## Broadway-Seventh Avenue Line
Het is het eerste station aan de tak richting Brooklyn. Ten zuiden van Chambers Street splitst deze lijn zich af van de hoofdlijn naar South Ferry waar lijn 1 eindigt. Lijn 2 en Lijn 3 maken gebruik van de aftakking naar Brooklyn. Het station is gelegen tussen Broadway en Church Street. Langs het station rijdt lijn 2 (de gehele dag) en lijn 3 (behalve 's nachts).
Het station bestaat uit één centraal perron met twee sporen. Er is een ondergrondse doorgang tussen de stations Park Place, World Trade Center en Chambers Street voor de metro en het station World Trade Center voor de PATH.

## Eighth Avenue Line
De Eighth Avenue Line kent twee stations die deel uitmaken van dit stationscomplex. Het ene station (Park Place) wordt gebruikt door de lijnen A en C.
Het station World Trade Center wordt als eindpunt gebruikt door lijn E. Dit station lag tot 2001 onder 5 World Trade Center, aan de noordzijde van het beroemde World Trade Center. Het station is bij de aanslagen van 11 september 2001 niet beschadigd geraakt, al is het bovenliggende gebouw dusdanig beschadigd dat het in 2002 afgebroken moest worden. Het station is door de aanslagen overigens wel zwaar vervuild geweest met stof van de instortende gebouwen, maar ligt er nog steeds.
 ·  ·  ·  ·  ·  ·  ·  ·  · 
Van noord naar zuid:
Wakefield-241st Street · 
Nereid Avenue · 
233rd Street · 
225th Street · 
219th Street · 
Gun Hill Road · 
Burke Avenue · 
Allerton Avenue · 
Pelham Parkway · 
Bronx Park East · 
East 180 Street · 
West Farms Square-East Tremont Avenue · 
174th Street · 
Freeman Street · 
Simpson Street · 
Intervale Avenue · 
Prospect Avenue · 
Jackson Avenue · 
3rd Avenue-149th Street · 
149th Street-Grand Concourse · 
135th Street · 
125th Street · 
116th Street · 
Central Park North-110th Street · 
96th Street ·
86th Street · 
79th Street · 
72nd Street · 
66th Street-Lincoln Center · 
59th Street-Columbus Circle · 
50th Street · 
Times Square-42nd Street · 
34th Street-Penn Station · 
28th Street · 
23rd Street · 
18th Street · 
14th Street · 
Christopher Street-Sheridan Square · 
Houston Street · 
Canal Street · 
Franklin Street · 
Chambers Street · 
Park Place · 
Fulton Street · 
Wall Street · 
Clark Street · 
Borough Hall · 
Hoyt Street-Fulton Mall · 
Nevins Street · 
Atlantic Avenue · 
Bergen Street · 
Grand Army Plaza · 
Eastern Parkway-Brooklyn Museum · 
Franklin Avenue

Nostrand Avenue Line:
President Street · 
Sterling Street · 
Winthrop Street · 
Church Avenue · 
Beverly Road · 
Newkirk Avenue · 
Brooklyn College-Flatbush Avenue

New Lots Line:
Nostrand Avenue · 
Kingston Avenue · 
Crown Heights-Utica Avenue · 
Sutter Avenue-Rutland Road · 
Saratoga Avenue · 
Rockaway Avenue · 
Junius Street · 
Pennsylvania Avenue · 
Van Siclen Avenue · 
New Lots Avenue
Van noord naar zuid:
Harlem-148th Street · 
145th Street · 
135th Street · 
125th Street · 
116th Street · 
Central Park North-110th Street · 
96th Street · 
72nd Street · 
Times Square-42nd Street · 
34th Street-Penn Station · 
14th Street · 
Chambers Street · 
Park Place · 
Fulton Street · 
Wall Street · 
Clark Street · 
Borough Hall · 
Hoyt Street-Fulton Mall · 
Nevins Street · 
Atlantic Avenue · 
Bergen Street · 
Grand Army Plaza · 
Eastern Parkway-Brooklyn Museum · 
Franklin Avenue · 
Nostrand Avenue · 
Kingston Avenue · 
Crown Heights-Utica Avenue · 
Sutter Avenue-Rutland Road · 
Saratoga Avenue · 
Rockaway Avenue · 
Junius Street · 
Pennsylvania Avenue · 
Van Siclen Avenue · 
New Lots Avenue